# Guido Milán
Guido Milán, né le 3 juillet 1987 à Haedo en Argentine, est un footballeur italo-argentin qui évoluait au poste de défenseur central.

## Carrière de joueur

### Deportivo Español (2006-2010)
Guido Milán a commencé sa carrière de footballeur professionnel au Deportivo Español, un des nombreux clubs de Buenos Aires alors en Primera B, le deuxième échelon du football argentin. Au cours de sa première saison le jeune Milán participe à dix matchs et inscrit un but. Le défenseur central a même effectué quelques matchs au poste de latéral droit. En 2007, sa saison est un peu plus complète puisqu'il prend part à 26 matchs de championnat pour deux buts. Guido Milán devient un membre important de l'équipe première lors de ses deux dernières saisons au Deportivo Español. Le club descend pourtant en Primera C à l'issue de la saison 2009/2010 et Guido Milán quitte son premier club professionnel.

### Gimnasia Jujuy (2010-2011)
Guido Milán s'engage au Gimnasia Jujuy un club de San Salvador de Jujuy qui évoluait alors en Primera B Nacional, la deuxième division argentine. Là, il participe à 34 matchs et inscrit un but.

### Atlanta (2011-2012)
Il ne restera qu'un an du côté du Gimnasia Jujuy puisque l'année suivante le défenseur argentin signe au CA Atlanta en Primera B Nacional où il participe à 28 matchs pour un but marqué. 

### FC Metz (2012-2017)
Saison 2012/2013 en National
En juillet 2012, Guido Milan est recruté par le FC Metz alors que le club connaît sa première descente en National. Après un logique temps d'adaptation en France, ce solide défenseur central s'est peu à peu imposé dans le onze titulaire d'Albert Cartier. Notamment associé à l'ancien défenseur de l'Inter Milan, Bruno Cirillo, Guido Milan participe à la remontée immédiate des Grenats en Ligue 2 en finissant deuxième du championnat.
Saison 2013/2014 en Ligue 2
À l'issue de cette saison, le club lorrain se renforce avec les arrivées de Sylvain Marchal, formé au club, et Jérémy Choplin. Les deux joueurs formaient la charnière centrale du SC Bastia en Ligue 1 la saison passée. La concurrence est rude et Guido Milan reste un temps relégué sur le banc. Il joue son premier match de Ligue 2 contre le Stade brestois 29 lors de la 11e journée avant de connaitre plusieurs titularisations successives en championnat. Ses seize matchs de Ligue 2 en tant que titulaire, dont douze victoires et deux matchs nuls, font de lui l'un des acteurs majeurs pour l'obtention du titre de Champion de France de Ligue 2.
Saison 2014/2015 en Ligue 1
Le 20 septembre 2014, Guido Milán inscrit son premier but en Ligue 1 face au SC Bastia d’une retournée somptueuse. La suite de la saison sera plus compliquée pour le FC Metz qui connaîtra une série de 18 matchs sans victoire. Le 28 avril 2015, le défenseur argentin est victime d’une grave blessure aux ligaments croisés du genou gauche face au Paris Saint-Germain qui le rend indisponible pendant plus de six mois.
Saison 2015/2016 en Ligue 2  
La longue blessure de Guido Milán l'écarte des terrains jusqu'en janvier 2016 où progressivement il retrouve sa place dans le groupe du nouvel entraîneur Philippe Hinschberger. Il fait sa première apparition en championnat face au FC Sochaux d'Albert Cartier. Le 30 mars 2016, dans les colonnes du Républicain Lorrain, le natif d'Haedo affirme qu'il a trouvé "sa place dans le monde à Metz". Le 15 avril 2016, Guido Milán porte le brassard de capitaine lors de la large victoire face au Football Bourg-en-Bresse Péronnas 01 (0-3).  
Il quitte le FC Metz le 3 juillet 2017 pour s'engager au Tiburones Rojos de la Veracruz au Mexique.

## Palmarès
- FC Metz
  - Champion de France de Ligue 2 (1) 
    - Vainqueur: 2014.